# Horst Faas
Horst Faas (* 27. April 1933 in Berlin; † 10. Mai 2012 in München) war ein deutscher Fotograf und Kriegsberichterstatter.

## Leben
Ab 1951 zunächst für die Agentur Keystone tätig, wechselte er bereits 1952 zu Associated Press (AP). Berühmt wurde er durch seine Berichte aus Vietnam von 1962 bis 1974, also praktisch während des gesamten Vietnamkriegs. Für seine Arbeit während dieser Jahre wurde er mehrfach ausgezeichnet.
Faas sorgte unter anderem auch – gegen die Regeln von AP – für die Veröffentlichung des berühmten Fotos des Fotografen Nick Út vom 8. Juni 1972, das die vor einem Napalmangriff auf das Dorf Trảng Bàng fliehende 9-jährige Kim Phuc Phan Thi zeigt.
Im Dezember 1967 wurde er durch Granatsplitter während einer Patrouille schwer an beiden Beinen verletzt und entging nur knapp dem tödlichen Schicksal vieler seiner Kollegen (z. B. Robert Capa).
Von 1976 bis 2003 war Faas AP-Fotochef in London, zuständig für Europa, den Nahen Osten und Afrika.
Faas beschäftigte sich intensiv mit den bei einem Hubschrauberabsturz in Laos am 10. Februar 1971 ums Leben gekommenen Fotografen Larry Burrows, Henri Huet, Kent Potter und Keisaburo Shimamoto. So veröffentlichte Faas über sie das Buch Lost Over Laos. A true story of tragedy, mystery, and friendship und beteiligte sich an der postumen Würdigung im Rahmen des 2008 eröffneten Newseum, einem Museum für die Geschichte des Journalismus in Washington, D.C. Gemeinsam mit Tim Page veröffentlichte Faas in den 1990er Jahren den Bildband Requiem als Hommage an 135 Fotografen auf beiden Seiten, die im Vietnamkrieg starben.
Horst Faas zog sich 2005 bei einem Korrespondententreffen in Hanoi eine schwere Infektion zu und war seitdem von der Hüfte an abwärts gelähmt. Anderen Quellen zufolge wurde seine Lähmung durch eine Blutung mit Bildung eines Thrombus an der Wirbelsäule infolge gerinnungshemmender Medikamente verursacht. Nachdem sich sein gesundheitlicher Zustand bereits 2008 verschlechtert hatte, lag er seit Februar 2012 im Krankenhaus, wo er am 10. Mai 2012 verstarb. Faas hatte seit 2005 in München gelebt. Bereits im Jahr 2008 übergab er seinen beruflichen Vorlass an die Hochschule Magdeburg-Stendal. Dort wird der Nachlass seit seinem Tod wissenschaftlich aufgearbeitet.

## Auszeichnungen
- 1965: Pulitzer-Preis für seine mutige und engagierte Bildberichterstattung aus dem Vietnamkrieg[1]
- 1964: Robert Capa Gold Medal des Overseas Press Clubs
- 1972: Pulitzer-Preis (zusammen mit Michel Laurent) für die Bilder eines Massakers im Stadion von Dakka, Bangladesch[7]
- 1997: Robert Capa Gold Medal
- 2005: Erich-Salomon-Preis der Deutschen Gesellschaft für Photographie

## Ausstellungen
- 2005–2008: Visible War, Wanderausstellung der Deutschen Gesellschaft für Photographie in Frankfurt am Main, Nürnberg, Magdeburg und Düsseldorf.[8][9]

## Werke
- Horst Faas, Hélène Gédouin: Henri Huet: J’étais photographe de guerre au Viêtnam. Éditions du Chêne, 2006, ISBN 2842776542.
- Horst Faas (Hrsg.): Requiem. By the photographers who died in Vietnam and Indochina. Random, New York 1997, ISBN 0-679-45657-0.
- Meinrad M. Grewenig (Text), Horst Faas (Photos): Augenblicke des Jahrhunderts. Meisterwerke der Reisefotografie von Associated Press. Hatje Cantz, Ostfildern-Ruit 1999, ISBN 3-7757-0866-9.
- Hugh A. Mulligan (Text), Horst Faas (Photos): No place to die: the agony of Viet Nam. Morrow, New York 1967-
- Richard Pyle (Text), Horst Faas (Photos): Lost Over Laos. A true story of tragedy, mystery, and friendship. Da Capo Press, Cambridge MA 2003, ISBN 0-306-81196-0.